# 蘇珊·拉夫萊斯·皮科特
蘇珊·拉夫萊斯·皮科特（英語：Susan La Flesche Picotte，也寫作，1865年6月17日—1915年9月18日）是19世紀美洲原住民中奧馬哈族的醫師與改革者，被廣泛認爲是美國原住民中成爲醫生的第一人。其主要貢獻在於爲奧馬哈部落的人們爭取公共衛生權益與土地分配資源。
身爲醫生的皮科特是一名活躍的社會改革者，其在19世紀的禁酒運動浪潮中於印第安保留地内努力勸導人們放棄飲酒，也爲族人的結核病狀況積極努力。此外，皮科特曾協助奧馬哈部落與美國印第安事務局協調、爲前者爭取後者出售原住民土地所得的財款。

## 脚注
1. ↑  Speroff (2003), 109